# Klaus Berger (teolog)
Klaus Berger (1940.), njemački teolog. Predavao novozavjetnu teologiju na sveučilištu Heidelberg. Jedan je od najpoznatijih svjetskih biblicista, autor brojnih knjiga. Na hrvatski jezik prevedeno mu je djelo Poslanice svetog apostola Pavla, koje je na hrvatski jezik preveo Božidar Brezinščak Bagola.